# Dzielnice Rybnika
Miasto Rybnik podzielone jest na 27 dzielnic. Stanowią one pomocniczy, szczebel samorządu miejskiego. Większość spośród dzielnic ma charakter przedmiejski, Maroko-Nowiny mają charakter wielkiego osiedla z wielkiej płyty, a jedynie Smolna, Śródmieście, Północ i Paruszowiec mają charakter czysto miejski (tj. b. gęsta zabudowa wielorodzinna).

## Dzielnice Miasta
| - 1. Boguszowice Osiedle - 2. Boguszowice Stare - 3. Chwałowice - 4. Chwałęcice - 5. Golejów - 6. Gotartowice - 7. Grabownia - 8. Kamień - 9. Kłokocin - 10. Ligota – Ligocka Kuźnia - 11. Meksyk - 12. Niedobczyce - 13. Niewiadom - 14. Maroko-Nowiny | - 15. Ochojec - 16. Orzepowice - 17. Paruszowiec – Piaski - 18. Popielów - 19. Radziejów - 20. Rybnicka Kuźnia - 21. Rybnik – Północ - 22. Smolna - 23. Śródmieście - 24. Stodoły - 25. Wielopole - 26. Zamysłów - 27. Zebrzydowice |